# Alliances franco-mongoles

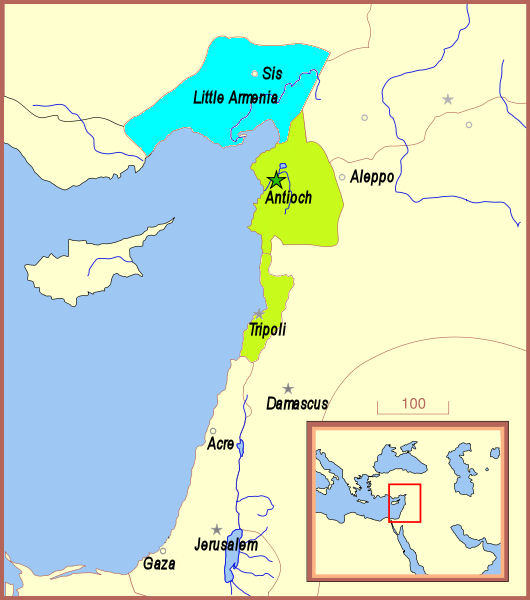
Le royaume arménien de Cilicie et la principauté d'Antioche étaient les chrétiens les plus sollicités par les Mongols afin de participer à leurs campagnes.

Des tentatives ont été conduites afin de former une alliance franco-mongole entre le milieu du XIIIe siècle et le début du XIVe siècle, plus particulièrement à partir de la septième croisade. Une telle alliance peut apparaître comme un choix logique au vu des forces en présence à cette époque,,. Les Mongols faisaient preuve de sympathie envers le christianisme, certains d'entre eux étaient même nestoriens. De leur côté les Croisés pouvaient souhaiter une aide venue de l'est pour renforcer leur conquête de la Terre sainte ; certains, au début, crurent même qu'elle pourrait leur venir du mythique Royaume du prêtre Jean.
Mais, s'il y eut de multiples relations diplomatiques entre les Francs et les Mongols, malgré le désir des Mongols et des Arméniens, sauf accord ponctuel et local il n'y eut ni coopération militaire ni civile. Malgré le jugement de certains historiens, il n'est pas sûr qu'une telle alliance aurait été favorable aux Européens. En effet, les Mongols méprisaient leurs vassaux et les protégeaient peu : Antioche et la Petite Arménie furent détruites sans qu'ils n'interviennent ; le risque était surtout de les voir se retourner contre l'Europe et la conquérir. Ainsi, dans son rapport à Louis IX de France, Guillaume de Rubrouck écrit : les Mongols « n'ont jamais conquis aucun pays par la force, mais par la ruse. C'est parce que les gens font la paix avec eux que, sous le couvert de cette paix, ils les détruisent. »
L'alliance la plus étroite prend la forme de la soumission de la principauté d'Antioche, qui devint vassale des Mongols en 1260,,, avant d'être anéantie en 1268 par les Mamelouks. Les autres chrétiens vassalisés, la Géorgie et le royaume arménien de Cilicie, qui devaient payer tribut et fournir des troupes pour combattre aux côtés des Mongols, n'étaient pas des Francs.
La seule action militaire conjointe fut la participation en 1260 des troupes de la Petite Arménie et d'Antioche à la prise de Damas, quand la majeure partie de la Syrie fut brièvement conquise par les Mongols. Les Francs d'Acre, quant à eux, restèrent neutres, et fournirent plutôt des vivres aux Mamelouks d'Égypte, ce qui les aida à gagner la bataille historique d'Aïn Djalout qui brisa l'expansion mongole vers l'ouest.
Les Mongols envahirent de nouveau la Syrie entre 1281 et 1312, faisant appel quelquefois à des opérations conjointes avec les Européens, même si les difficultés logistiques, alors très importantes, rendaient souvent impossible la coordination des actions et se traduisait par une arrivée des troupes alliées que dans des délais de plusieurs mois.
Finalement, ces tentatives d'alliances n'aboutirent pas et les tractations cessèrent tout à fait après la victoire des Mamelouks égyptiens et l'éviction des Francs de Palestine (1291) puis des Mongols de Syrie (1303), et la signature du traité de paix d'Alep entre Mamelouks et Mongols en 1323.

## Premiers contacts (1209–1244)

Portrait imaginaire de Gengis Khan .Taipei, Musée national du Palais, XIVE siècle.

Il y avait depuis longtemps parmi les Européens des rumeurs voulant qu'un grand héros chrétien viendrait de l'Est. Elles circulaient depuis la première croisade et connaissaient un regain d'intérêt après chaque défaite des croisés, suscitant un sentiment humain d'espérance dans l'arrivée d'un héros salvateur. La légende du prêtre Jean se diffuse dans ce cadre. Elle se nourrissait d'elle-même, et certains évènements à l’Est furent accueillis avec l'espérance qu'ils étaient le fait de cette figure mythique tant attendue. Ainsi, vers 1210, lorsque parviennent des nouvelles des batailles menées par le mongol Kuchlug, le chef de la tribu chrétienne des Naïmans, contre l'empire des Khwârazm-Shahs, mené par Ala ad-Din Muhammad, les rumeurs circulant en Europe le présentent comme le prêtre Jean, combattant les musulmans dans l’Est.
En 1221, pendant la cinquième croisade, alors que les croisés assiégeaient sans succès Damiette, la légende du prêtre Jean revint, alimentée par l'écho des conquêtes de Gengis Khan, qui venait de détruire les royaumes musulmans du Khwarezm (1218), de la Sogdiane avec Boukhara et Samarcande (1220). Elles exposaient qu'un« roi chrétien des Indes », un roi David qui était soit le prêtre Jean ou un de ses descendants, attaquait les musulmans dans l'Est et viendrait bientôt aider les chrétiens dans leurs croisades. Dans une lettre datée du 20 juin 1221, le pape Honorius III lui-même parlait de « forces venant de l'Est lointain pour sauver la terre sainte ».
Gengis Khan mourut en 1227 et son empire fut divisé en quatre parties ou khanates, entre chacun de ses fils. Le khanate du Nord-Ouest, occupé par les Coumans (aussi connu sous le nom de Horde d'or), cherche à s'étendre vers l'Europe par la Hongrie et la Pologne. Le khanate du Sud-ouest, occupé par les Houlagides, s'avançait en direction de la Perse et de la Terre sainte.

## Ouvertures pontificales (1245–1248)

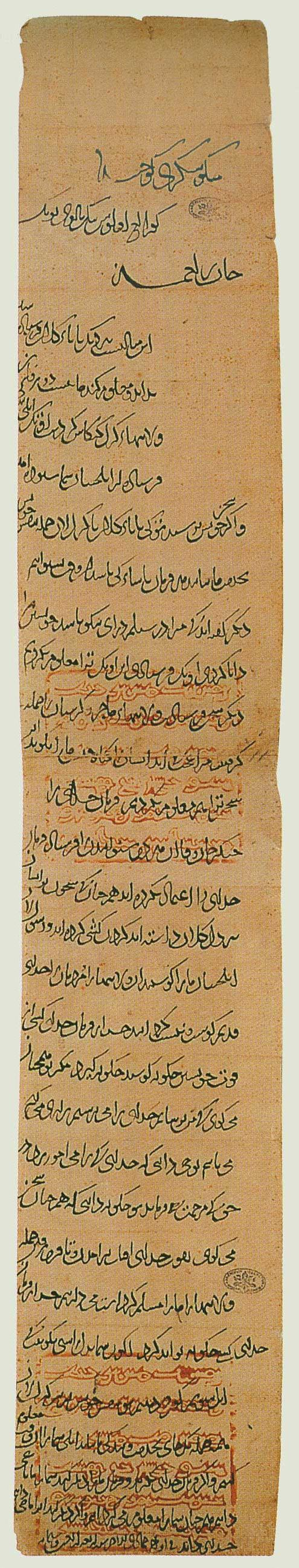
La lettre envoyé par Güyük au pape Innocent IV en 1246, écrite en persan.

Les premiers contacts officiels entre l'Europe et l'empire mongol eurent lieu entre le pape Innocent IV et les grands khans, par le biais de lettres et d'émissaires mettant parfois plusieurs années pour parvenir à destination.
L'invasion mongole de l'Europe s'épuise en 1242 avec la mort du grand khan Ögödei, successeur de Gengis Khan. Cependant, la marche continue des Mongols avait repoussé les turcs Khwarezm, qui eux-mêmes s'étaient déplacés vers l'Ouest, s'alliant finalement avec les Ayyoubides d'Égypte. Dans leur élan, les Turcs prirent Jérusalem aux croisés en 1244,, ce qui poussa les rois chrétiens à préparer une nouvelle croisade (la septième), déclarée par le pape Innocent au premier concile de Lyon en juin 1245.
La perte de Jérusalem raviva l'espoir des européens que les Mongols, ayant des chrétiens nestoriens parmi eux, pourraient être convertis au christianisme et ainsi devenir des alliés de la chrétienté,. En mars 1245, le pape Innocent IV fulmina plusieurs bulles dont certaines furent délivrées à l'« empereur des Tatars » par un émissaire, le franciscain Jean de Plan Carpin. Dans la bulle Cum non solum, le pape Innocent demanda au dirigeant mongol de se convertir au christianisme et de ne plus tuer de chrétiens. Il exprima également un désir de paix. Néanmoins, le nouveau khan, Güyük, installé à Karakorum en 1246, répondit au pape en demandant que lui et les dirigeants chrétiens vinssent rendre hommage au pouvoir mongol:

« Vous devez dire d'une manière sincère: "Nous serons vos sujets, nous vous donnerons notre force". Vous devez venir en personne avec vos rois, tous ensemble, sans exception, pour nous offrir vos services et nous présenter vos hommages. Ceci est la condition pour que nous acceptions votre requête. Et si vous ne suivez pas l'ordre de Dieu, et allez contre vos ordres, nous vous considérerons comme des ennemis »

Une seconde mission, menée par le dominicain Ascelin de Lombardie, fut envoyée en 1245 par le pape Innocent. La mission rencontra le chef mongol Baïdju près de la mer Caspienne en 1247. Baïdju, dont le plan était de capturer Bagdad, accueillit favorablement la possibilité d'une alliance. Il envoya deux ambassadeurs, Aïbeg et Serkis, à Rome où ils restèrent environ un an. Ils rencontrèrent le pape en 1248 et ce dernier réitéra en leur présence son souhait de voir les Mongols arrêter les meurtres de chrétiens,.

## Vassaux chrétiens
Alors que l'empire Ilkhanide se rapprochait de la terre sainte, les cités tombaient les unes après les autres. La tactique qu'employaient les Mongols était tout d'abord, d'offrir la possibilité à la région menacée de se rendre. Si c'était le cas, les Mongols absorbaient alors la population et intégraient les guerriers dans leur propre armée. Si un peuple refusait de se rendre, ils ne laissaient aucun survivant. Les redditions immédiates furent donc nombreuses, dont celles de plusieurs royaumes chrétiens se trouvant sur le chemin des Mongols. La Géorgie chrétienne fut attaquée à maintes reprises à partir de 1220 et en 1243 la reine Rousoudan se soumit officiellement aux Mongols, faisant alors de la Géorgie un État vassal qui allait être par la suite un allié fidèle lors des conquêtes mongoles,. Le roi Héthoum Ier d'Arménie se soumit en 1247, et devint le principal intermédiaire diplomatique entre les Mongols et les monarques européens, invitant même ces derniers à suivre son exemple. Il envoya son frère Smbat à la cour mongole à Karakorum et les lettres favorables aux Mongols envoyés par celui-ci eurent de l'influence dans les sphères de pouvoir européennes. Le seul monarque qui suivit l'exemple d'Héthoum fut cependant son beau-fils, le prince Bohémond VI d'Antioche.

### Antioche

Blason de Bohémond VI d'Antioche.

Quand Bohémond VI se soumit à Hülegû en 1260, un représentant mongol et une garnison ont été stationnés dans la capitale d'Antioche, où ils restèrent jusqu'à la destruction de la principauté par les mamelouks en 1268,. Les Mongols demandèrent aussi à Bohémond d'accepter la remise en fonction du patriarche orthodoxe, Euthymius II d'Antioche, afin de renforcer les liens entre les Mongols et les byzantins. En récompense de son allégeance, Hülegû redonna à Bohémond tous les territoires qu'Antioche avait perdu au profit des musulmans en 1243. En revanche, à cause de ses relations avec l'empire mongol, Bohémond fut temporairement excommunié par le pape Urbain IV,, et ce jusqu'en 1263.
En 1262, le chef mamelouk Baybars menaça Antioche en raison de son rapprochement avec les Mongols. Il tenta une attaque mais Antioche fut sauvée par l'intervention des Mongols. Néanmoins les Mongols ne furent pas capables d'offrir à nouveau ce soutien dans les années qui suivirent. En 1264-1265 les Mongols ne furent capables que d'attaquer le fort d'Al-Bira dans la zone frontalière, et en 1268 Baybars conquit entièrement la région, mettant fin à un siècle d'existence de la principauté. Après cette défaite, Bohémond conclut une trêve avec Baybars qui ne lui laissa que Tripoli. En 1271, Baybars envoya une lettre à Bohémond le menaçant de destruction et le raillant à propos de son alliance avec les Mongols.

« Nos drapeaux jaunes ont écœuré vos drapeaux rouges et le son des cloches a été remplacé par l'appel "Allâh Akbar!" (...) Prévenez vos murailles et vos églises que bientôt nos machines de siège vont s'occuper d'elles, et vos chevaliers que nos épées vont s'inviter chez eux (...) Nous verrons alors quelle utilité aura votre alliance avec Abaqa »

## Saint Louis et les Mongols
Selon Matthieu Paris, Louis IX disait en 1241 : « Si ces gens que nous appelons Tatars viennent jusqu'à nous, ou bien nous les rejetterons dans le désert d'où ils sont sortis, ou bien ils nous enverront tous au ciel. »
Louis IX avait reçu cette année-là un rapport de Ponces de Aubon extrêmement négatif sur les Mongols qui dévastaient alors l'est de l'Europe : 

« Et sachez qu'ils n'épargnent personne ; mais ils tuent tous, pauvres et riches et petits et grands, sauf les belles femmes pour faire leur volonté d'elles, et quand ils ont fait leur volonté d'elles, ils les tuent afin qu'elles ne puissent rien dire de l'état de leur armée »

Son opinion ne fut pas modifiée par André de Longjumeau qu'il envoie en 1249 à Karakorum : la régente mongole le reçut mal et répondit par une lettre qui, dit Joinville, fit regretter au roi d'avoir envoyé une ambassade : 

« Nous t'écrivons pour t'avertir que tu ne peux avoir la paix que par nous. Tel et tel rois [beaucoup sont nommés], nous les avons tous tués. Nous t'invitons à nous envoyer chaque année assez de ton or et de ton argent pour conserver notre amitié. Sinon, nous te détruirons, toi et tes gens, ainsi que nous avons fait avec ceux que nous avons nommés. »

De même avec Guillaume de Rubrouck, un autre Franciscain, qu'il envoie en 1253 pour approcher un héritier mongol qu'on disait chrétien : il se vit éconduire vers la Caspienne, et de là jusqu'à Karakorum par un froid inhumain, pour finalement se voir remettre une injonction au roi de France à peine moins brutale : « Si vous voulez nous obéir, envoyez-nous vos ambassadeurs, ainsi nous saurons avec certitude si vous voulez avoir la paix ou la guerre avec nous. » Dans le rapport qu'il envoie à Louis IX, Rubrouck met fortement en garde contre les Mongols : 

« La Russie a été entièrement dévastée par les Tartares et l'est encore tous les jours. Car les Tartares préfèrent les sarrasins aux Ruthènes qui sont chrétiens, et lorsque ceux-ci ne peuvent plus donner ni or ni argent, ils les déportent, eux et leurs enfants, comme des troupeaux, pour garder leur bétail. Plus au nord est la Prusse, que récemment les frères de l'Ordre teutonique ont soumise ; et ceux-ci pourraient facilement s'emparer de la Russie, s'ils y mettaient la main. En effet, si les Tartares apprenaient que le Pape faisait lever une croisade contre eux, tous s'enfuiraient dans leurs déserts. »

« Les Mongols sont déjà si gonflés d'orgueil qu'ils croient que le monde entier voudrait faire la paix avec eux. A la vérité, si cela m'était permis, dans le monde entier, de tout mon pouvoir, je prêcherais la guerre contre eux… En effet, ils n'ont jamais conquis aucun pays par la force, mais par la ruse. C'est parce que les gens font la paix avec eux que sous le couvert de cette paix ils les détruisent. »

Aucune pièce n'établit de Louis IX ait tenté aucune alliance avec les Mongols, et il eut au plus des contacts diplomatiques avec l'espoir d'éviter qu'ils n'attaquent l'ouest de l'Europe. Sa diplomatie était en phase avec celle de Rome. En 1259 la papauté lança une bulle menaçant d’excommunication quiconque s’allierait aux Mongols, et Bohémond d'Antioche fut effectivement excommunié l'année suivante.

## Alliance avortée de 1300

Offensives mongoles contre les Mamelouks en 1300.

Après la chute d'Acre en 1291, le rapport de forces entre chrétiens et Mamelouks était nettement en faveur de ces derniers, tandis que les Mongols de Perse avaient échoué, depuis 1259, dans toutes leurs tentatives de soumettre l’Égypte des Mamelouks. L'il-khan mongol Ghazan envoie un ambassadeur à Nicosie, capitale du royaume de Chypre, pour nouer une alliance. Le roi de Chypre, le roi de Petite Arménie et Jacques de Molay décident de le faire escorter jusqu'au pape pour appuyer l'idée d'une alliance.
Sans attendre les résultats de cette initiative diplomatique qui n'aboutira pas, une alliance entre Ghazan, les Templiers de Jacques de Molay, les Hospitaliers de Guillaume de Villaret et le royaume de Chypre est nouée, et Henri II de Chypre, Guillaume de Villaret et Jacques de Molay lèvent une flotte en vue d'un raid sur l’Égypte, mais les chrétiens, à bord de seize galères et d'une dizaine de petits navires, ne sont accompagnés que d'un émissaire mongol. En juillet 1300, ils pillent Rosette et Alexandrie avant de regagner Chypre. Le butin est considérable et les chrétiens ont envoyé un signe fort à Ghazan, démontrant leur détermination à engager le combat. Cependant le khan mongol, attaqué au Khorassan par d'autres Mongols, se contente de leur envoyer par la suite un message annonçant son intention de lancer bientôt sa campagne, les invitant à débarquer en Petite Arménie pour organiser une offensive commune.
Henri II de Chypre envoie une armée en Petite Arménie accompagnée de 300 chevaliers des deux ordres dirigés par les Grands Maîtres en personne. Ils prennent l'île d'Arouad, proche de la côte syrienne, avec pour objectif de la transformer en base pour leurs futures opérations. Ils prennent ensuite le port de Tartous, pillent la région, capturent de nombreux musulmans qu'ils revendent comme esclaves, toujours en attendant les Mongols. Lesquels n'avancent qu'en février 1301, n'effectuent que quelques raids en Syrie et dans la vallée du Jourdain, mais sans pouvoir se maintenir.